# Bovarysme

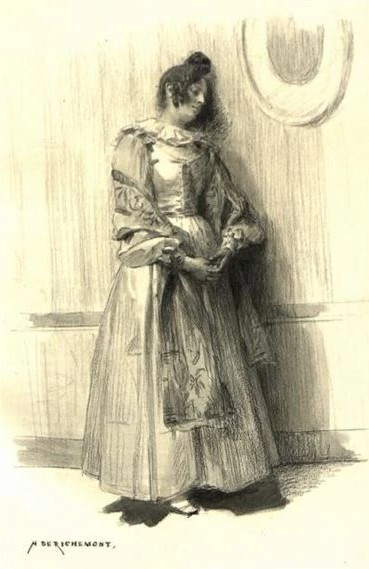
Emma Bovary.
Illustration d'Alfred de Richemont pour une édition du roman de Gustave Flaubert, 1905.

Le bovarysme ou bovarisme est un état ou sentiment d'insatisfaction, caractéristique du personnage d'Emma Bovary, héroïne du roman de Flaubert, Madame Bovary.
Le concept de bovarisme définit la tendance de certaines personnes à souffrir de la monotonie de la vie provinciale : la grande ville devient un rêve alimenté par la lecture de romans. Moyen de se libérer d'une réalité trop pesante, la lecture a les effets pervers d'une véritable drogue. Après diverses expériences, le personnage est forcé de revenir au monde réel, éprouvant la déception de redevenir prisonnier d'un monde auquel il ne parvient pas à se faire. L'opposition caractéristique de ces œuvres joue sur deux facettes : le romantisme d'une petite élite plus ou moins lettrée et la lourdeur bourgeoise de la société.
Le terme bovarisme vient de l'héroïne du célèbre roman de Flaubert qui, toujours insatisfaite de son existence, s'avère incapable d'y rien changer et finit par se suicider. D'abord dévolu au champ littéraire, ce terme s'est ensuite étendu au champ de la psychologie.
Jules de Gaultier a consacré l'une de ses œuvres les plus importantes à la notion de bovarisme.

## Étymologie
Le terme bovarysme est un  substantif forgé d’après le personnage principal du roman de Gustave Flaubert, Madame Bovary. Il est introduit par Jules de Gaultier en 1892 dans son premier essai, Le Bovarysme, la psychologie dans l’œuvre de Flaubert.

## Définitions

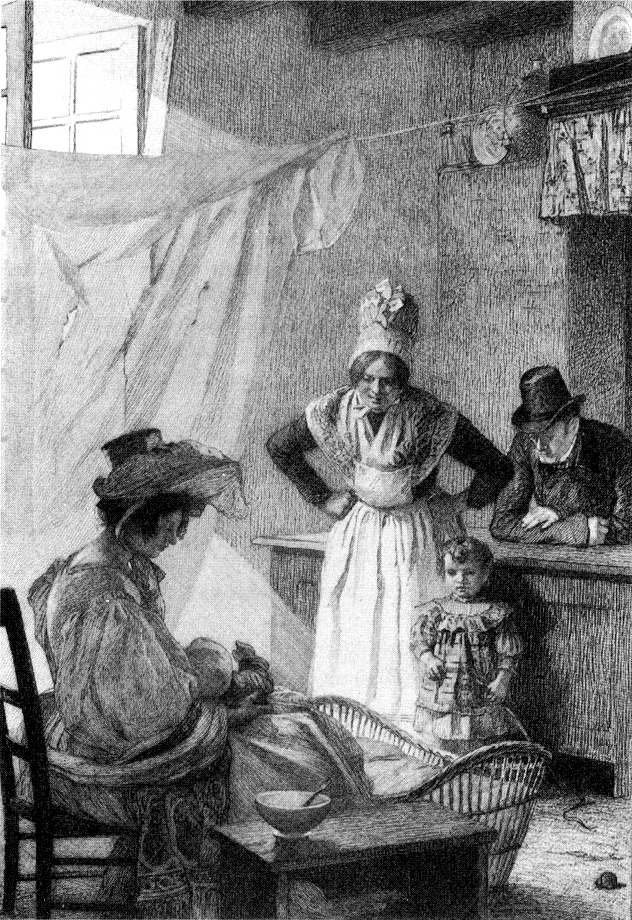
Emma Bovary et sa fille Berthe.
Illustration d'Alfred de Richemont pour une édition du roman (1905).

Flaubert présente dans son roman une jeune femme qui a beaucoup lu durant sa jeunesse, en particulier des ouvrages romantiques. Or, loin de se conformer à ses rêves, sa vie conjugale ne lui apporte que frustrations et désillusions, son mari Charles Bovary étant juste un homme d'une honnêteté moyenne. Ses rencontres avec Rodolphe Boulanger, gentilhomme de campagne, et Léon Dupuis, stéréotype du jeune homme romantique, avec lesquels elle aura une aventure, se terminent aussi par des échecs. Ils ne sont en effet l'un et l'autre que de pâles copies des personnages de roman qu'elle rêve de rencontrer. Rodolphe est le substitut pédant et lâche d'un aristocrate. Quant à Léon, s'il a aimé Emma au début, à la façon craintive et respectueuse des romantiques, la fin révèle que leur liaison n'était pas fondée sur la passion. De plus, Léon est trop jeune pour être l'homme parfait des romans d'Emma. Finalement, la déception d'Emma par rapport à son existence la mène au suicide.
Le bovarysme est « un état d’insatisfaction, sur les plans affectifs et sociaux, qui se rencontre en particulier chez certaines jeunes personnes névrosées, et qui se traduit par des ambitions vaines et démesurées, une fuite dans l’imaginaire et le romanesque. »
« Affection dont est atteinte l'héroïne du roman de Flaubert, Emma Bovary, et qui consiste à construire sa vision du monde à partir de la lecture de romans. L'invalidité des univers romanesques à servir de modèles au monde réel entraîne une série de désillusions. Par extension, le terme désigne une pathologie de la lecture. »
Selon Flaubert, le bovarysme est « la rencontre des idéaux romantiques face à la petitesse des choses de la réalité » qualifié par le même auteur du terme de « mélancolie ».
De façon plus générale, le bovarysme peut être vu comme « le pouvoir départi à l’homme de se concevoir autre qu’il n’est ». Il est aussi employé pour désigner « l'utilisation dans la littérature de l’erreur du soi sur le soi avant et après Flaubert ». En ce sens, l'héroïne de Flaubert est proche du héros de Cervantès, Don Quichotte. Dans les deux cas, le roman traduit la « désillusion, le désabusement du lecteur dans son rapport à la fiction. »

## Antécédents littéraires
Honoré de Balzac avait déjà décrit cet état dans La Femme de trente ans, dont Flaubert s'est inspiré. Selon Pierre Barbéris, c'est Balzac qui a inventé le bovarysme.

Flaubert est aussi influencé par le Don Quichotte de Cervantès, qu'il avait beaucoup lu et dont il reprend le thème d'un lecteur qui consume ses nuits à lire des livres extravagants. Dans Madame Bovary, Madame Bovary mère s'écrie contre sa bru, dans un moment de colère : 

« Ah ! Elle s'occupe ! À quoi donc ? À lire des romans, de mauvais livres. »

Dès lors, l'acte d'accusation est lancé. Le bovarysme, déjà apparu dans La Femme de trente ans de Balzac, apparaît alors ici clairement comme né du romantisme et de son écrasement face à une réalité très éloignée de fantasmes et d'idéaux féminins. Flaubert donne ainsi dans Madame Bovary un regard critique sur la littérature romantique qui s'est développée au XIXe siècle.

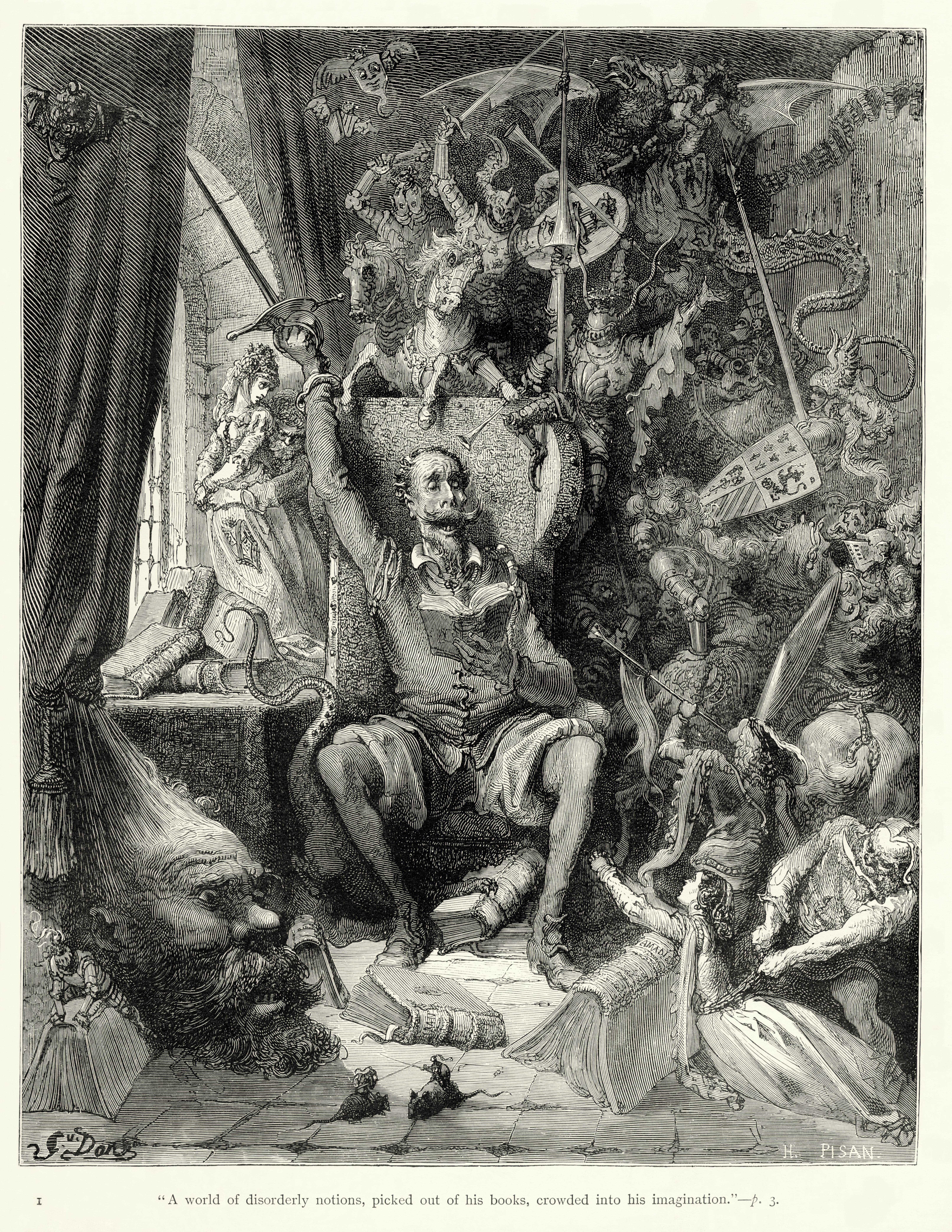
Don Quichotte dans sa bibliothèque, par Gustave Doré (1863).
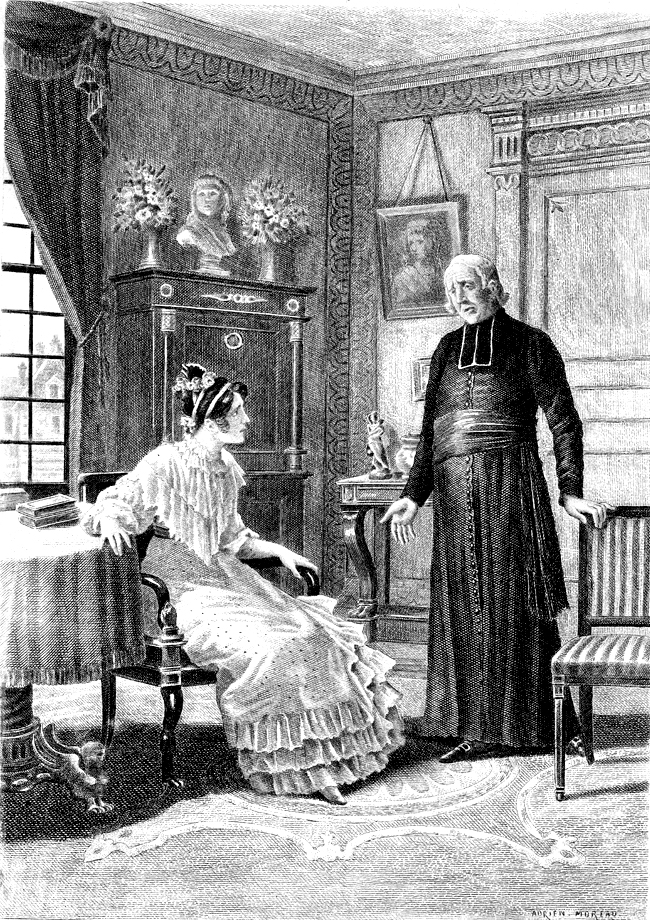
La Femme de trente ans, illustration d'Adrien Moreau.
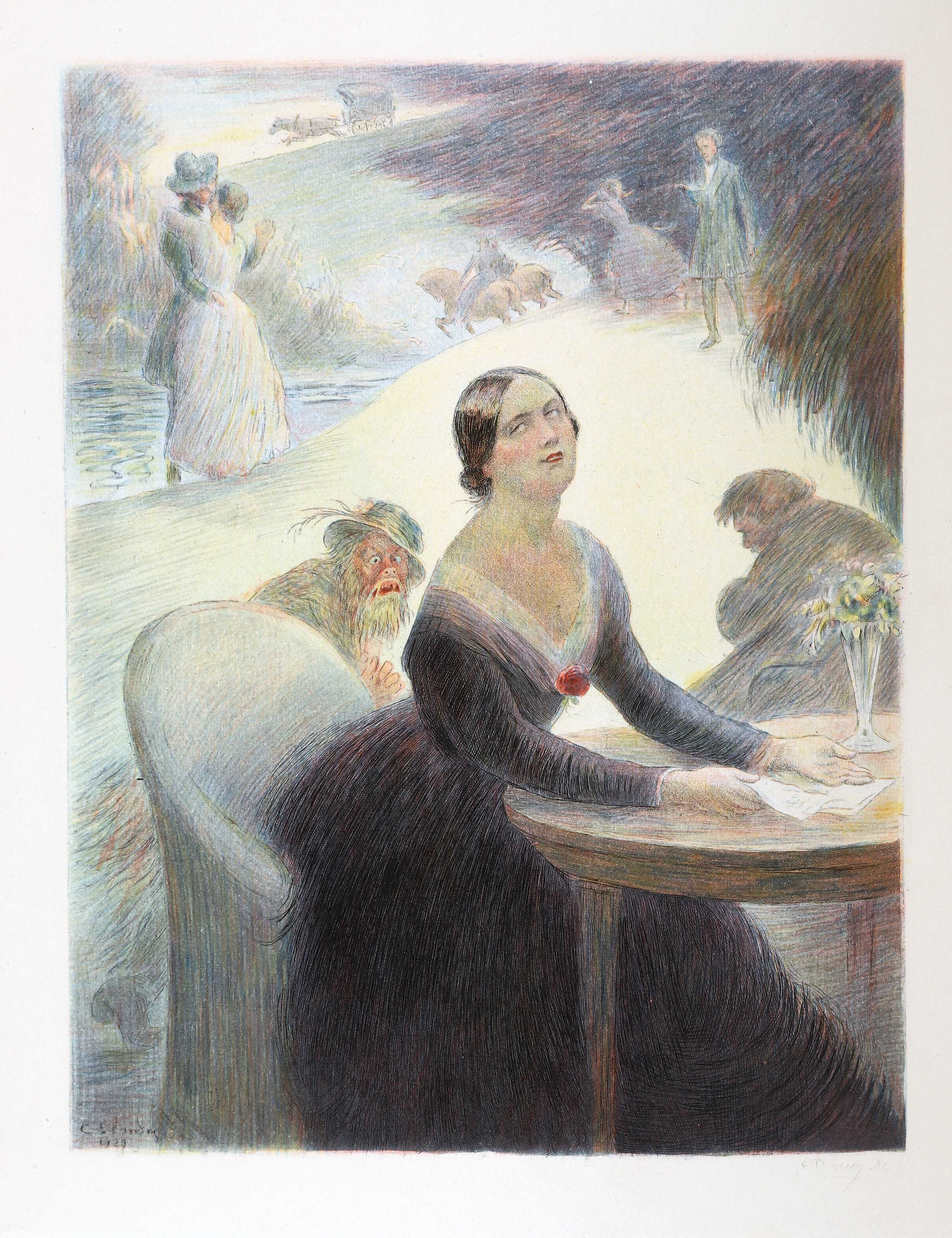
Emma Bovary. Gravure à l'eau-forte d'Eugène Decisy d'après une aquarelle de Charles Léandre, 1931.

## Postérité
Dans son livre Comme un roman, Daniel Pennac promulgue le bovarysme, qu'il qualifie de « maladie textuellement transmissible », comme l'un des droits imprescriptibles du lecteur.
Le thème a été repris à la télévision (Desperate Housewives), au cinéma (César et Rosalie de Claude Sautet) ou au théâtre par Clara Le Picard notamment avec Dreaming of Mme Bovary.
On retrouve ce thème dans le film La Rose pourpre du Caire de Woody Allen, ou dans Gemma Bovery, roman graphique de Posy Simmonds dont Anne Fontaine a tiré le film homonyme.
Le 2 mars 2017, lors de la présentation de son projet et à la suite d’une question d'Isabelle Torre de TF1, Emmanuel Macron, alors candidat à la présidentielle de 2017, utilise le mot « bovarysme » pour qualifier la question de la journaliste : « Il y a une espèce de bovarysme journalistique qui est [de] ne jamais parler du moment mais [de] toujours parler de l'étape d'après. »